# Armen Džigarhanjan
Armen Borisovič Džigarhanjan (rusko Армен Борисович Джигарханян; armensko Արմեն Բորիսի Ջիգարխանյան, latinizirano: Armen Borisi Jigarkhanyan; izgovorjava [dʒiɡɑrχɑnjɑn]), sovjetsko armenski in ruski igralec, * 3. oktober 1935, † 14. november 2020.
Džigarhanjan se je rodil in odraščal v Erevanu. Po začetkih igralske kariere v gledališčih v Erevanu se je preselil v Moskvo, kjer je nadaljeval s svojo gledališko kariero. Od leta 1960 je igral v številnih armenskih filmih. Njegova priljubljenost je narasla v 1970-ih z različnimi vlogami, ki jih je upodabljal v sovjetskih filmih, kot so Nove dogodivščine neulovljivih maščevalcev (1968), njegovo nadaljevanje Krona Ruskega cesarstva ali Še enkrat neulovljivi maščevalci (1971) in Kraja srečanja ni mogoče spremeniti (1979). Deloval je tudi v gledališču, kjer je skoraj 30 let igral na odru Gledališča Majakovski. Poučeval je na VGIK-u in leta 1996 je v Moskvi ustanovil svoje lastno dramsko gledališče.
Z več kot 250 nastopi je eden najbolj prepoznavnih igralcev v armenski in ruski filmski industriji, z več nastopi kot kateri koli drug ruski igralec.

## Zgodnje življenje
Rodil se je 3. oktobra 1935 v Erevanu, ki je bil takrat del Armenske SSR v Sovjetski zvezi. Njegov dedek po očetovi strani, »poklicni tamada« (zabavljač na praznovanjih), izhaja iz armenske družine iz Tbilisija, glavnega mesta Gruzije. Armen je izobraževanje zaključil na ruski gimnaziji Antona Čehova. Med letoma 1953 in 1954 je delal kot asistent snemalca v državnem studiu Hajfilm, glavnem armenskem filmskem studiu.

## Kariera

### Gledališče

#### Igralec
Leta 1955 je bil Džigarhanjan sprejet v Državno akademsko gledališče Sundukjan. Tam je do leta 1958 študiral pod mentorstvom režiserja Armena Gulakjana (hy, ru). Že v svojem prvem letu igranja v gledališču Sundukjan je začel nastopati tudi v ruskem gledališču Stanislavski v Erevanu. V tem gledališču, ki je bilo edino rusko gledališče v Armeniji, je ostal več kot desetletje, do leta 1967. V tem času je odigral približno 30 različnih vlog med katerimi so izstopale njegove upodobitve Vanja Kudrjaša v Nevihti Aleksandra Ostrovskega, Sergeja v Irkutski zgodbi Alekseja Arbuzova, ter vloga v Na dnu Maksima Gorkega. Od začetka svoje gledališke kariere je Džigarhanjan pokazal izjemno vsestranskost, saj je uspešno upodobil raznolike vloge v klasičnem in sodobnem repertoarju, vključno z deli Shakespearea, Tennesseeja Williamsa in z deli sodobnih ruskih avtorjev.
Leta 1967 se je Džigarhanjan preselil v Moskvo z namenom nadaljevati svojo gledališko kariero v gledališču Lenkom. Tam je začel delati pod vodstvom režiserja Anatolija Efrosa, vendar njuno sodelovanje ni trajalo dolgo. Med tem kratkim obdobjem je igral vlogo Molière v Bulgakovi drami Zarota svetohlincev. Po Efrosovem odhodu je Džigarhanjan je sicer prejel še več vlog, vendar je izgubil motivacijo za nadaljnje delo v tem gledališču, saj je prišel predvsem zaradi sodelovanja z Efrosom.
Leta 1969 se je na priporočilo Andreja Gončarova pridružil moskovskemu gledališču Majakovskega. V tem gledališču je ostal skoraj 30 let, vse do leta 1996 in postal eden njegovih ključnih igralcev. Njegova prva vloga tam je bila Levinson v Potepu Aleksandra Fadejeva. Kasneje je igral tudi v znanih delih, kot jeTramvaj poželenja Tennesseeja Williamsa, kjer je upodobil lik Stanleyja Kowalskega. Čeprav je večinoma igral protagonistične like, je v svoji karieri uprizoril tudi nekaj antagonističnih vlog.
Džigarhanjanova upodobitev Sokrata v drami Pogovori s Sokratom avtorja Edvarda Radzinskega leta 1975 je bila široko priznana in je pripomogla, da je postal eden izmed »najzanimivejših in najmočnejših igralcev sodobne scene«. Čeprav je v 1970-ih in 1980-ih letih manj nastopal v gledališčih, je pogosteje nastopal v filmih, kar je povečalo njegovo prepoznavnost med sovjetsko javnostjo. Med njegove najboljše vloge iz tega časa spadajo lik Big Daddy v Mački na vroči pločevinasti strehi Tennesseeja Williamsa, Lord Bothwell v Vivat! Vivat Regina! Roberta Bolta, Neron v gledališču Edvarda Radzinskega V času Nerona in Seneke in drugi.

#### Režiser
Med letoma 1989 in 1997 je Armen Džigarhanjan poučeval na Gerasimovem inštitutu za kinematografijo (VGIK), državna filmska šola v Rusiji.
Sredi 90. let se je odločil, da bo ustvaril gledališče, ki bi združilo njegove študente z VGI-a. Tako je marca 1996 ustanovil lastno gledališče »D«. Gledališče so kasneje preimenovali v »Moskovsko dramsko gledališče pod vodstvom Armena Džigarhanja« (Московский драматический театр под руководством Армена Джигарханяна). To gledališče je uprizorilo več znanih del, med drugim Krappov zadnji trak Samuela Becketta in Vrnitev domov Harolda Pinterja.
Poleg svojega dela v lastnem gledališču je Džigarhanjan režiral tudi kombinirane produkcije in igral vlogo generala v Hazarderju Fjodorja Dostojevskega in glavnega junaka v Filumeni Marturano Eduarda De Filippa v Gledališču Lenkom.

### Film
Džigarhanjan je svojo filmsko kariero začel leta 1960 z vlogo Akopa v filmu Plaz (Obval). Leta 1966 je opozoril nase s svojo upodobitvijo fizika Artema v filmu Frunzeja Dovlatyana Zdravo, to sem jaz! (Barev Yes Em, 1966). Ta vloga mu je prinesla nacionalno prepoznavnost in začetek izjemno plodne filmske kariere. Leta 1967 je igral Usta Mukuča, starega kovača, v filmu Trikotnik (Jerankiuni, 1967) v režiji priznanega armenskega režiserja Henrika Maliana, kar je utrlo pot številnim drugim filmskim projektom.
Kasneje je nastopil v številnih ikoničnih filmih. Med drugim je upodobil kapitana Ovečkina v Novih pustolovščinah Prebrisanih maščevalcev in v nadaljevanju Krona ruskega imperija, ali Ponovno Prebrisani maščevalci (1971), oba v režiji  Edmonda Keosajana (1968). Komedija Moški iz leta 1973 prav tako v Keosajanovi režiji, je postala eden najbolj znanih armenskih filmskih produkcij poznega sovjetskega obdobja, v Erevanu pa so postavili celo kip glavnih likov tega filma.
Do začetka 70. let je Džigarkhanjan postal eden najbolj priljubljenih sovjetskih filmskih igralcev z več kot 200 vlogami, ki so obsegale različne žanre od situacijske komedije do zgodovinskih pustolovščin, psiholoških dram, trilerjev in kakovostnih literarnih priredb. Leta 1979 je v priljubljeni TV miniseriji Kraja srečanja ni mogoče spremeniti kjer je glavno vlogo igral Vladimir Visocki, upodobil lik tatu v zakonu kar je še povečalo njegovo popularnost.  Leta 1981 je igral v sovjetsko-francoskem filmu Teheran 43, kjer je nastopil ob Claude Jade (skrivnostna mlada ljubica) in Curdu Jürgensu (njegov odvetnikom).

## Politična dejavnost
Leta 2001 je Džigarhanjan s podpisom pisma javno podprl televizijski kanal NTV.
Leta 2012, med  ruskimi predsedniškimi volitvami, je sodeloval v videoposnetku, ki je podpiral kandidaturo Vladimirja Putina. Kljub temu v resnici ni bil eden izmed njegovih zaupnikov, kar je bilo v nasprotju s splošnim prepričanjem javnosti.
Marca 2014 je izrazil nasprotovanje priključitvi Krima k Rusiji. Javno je izjavil »zaenkrat nam ne bo prinesla nič dobrega« in zavrnil podpis pisma v podporo tej politični potezi.
Leta 2017 je kandidiral na občinskih volitev v Gagarinskem okrožju v Moskvi kot član stranke Združena Rusija. Na volitvah je zasedel peto mesto in ni uspel pridobiti enega od treh razpoložljivih mandatov v okrožju. Vse tri mandate so osvojili predstavniki stranke Jabloko.
Džigarhanjan je zagovarjal prijateljstvo med armenskim in azerbajdžanskim narodom.

## Osebno življenje
Džigarhanjan je bil poročen trikrat. V zgodnjih šestdesetih letih se je na skrivaj  poročil z Allo Vanovskajo, igralko ruskega gledališča Stanislavski v Erevanu.  Imela sta hčerko Jeleno, ki se je rodila leta 1964, vendar je tragično umrla leta 1987 pri 23 letih zaradi zadušitve med spanjem, ko je pustila prižgan motor avtomobila. Njegova druga partnerica Tatjana Vlasova je bila prav tako igralka gledališča Stanislavski. Čeprav se nikoli uradno nista poročila, sta začela živeti skupaj leta 1967, ko sta se preselila v Moskvo. Tatjana sedaj živi v Dallasu v Teksasu, kjer dela kot učiteljica ruskega jezika na univerzi. Džigarhanjan jo je pogosto obiskoval. Njegova tretja žena je bila 43 let mlajša od njega.

## Bolezen in smrt
V zadnjih letih svojega življenja je Džigarhanjan trpel zaradi slabega zdravja. Večkrat je bil hospitaliziran: marca 2016, januarja 2018, in nazadnje aprila 2018, ko je doživel srčni infarktu in je padel v komo. Umrl je v Moskvi 14. novembra 2020. Vzrok smrti je bil srčni zastoj zaradi odpovedi ledvic in drugih kroničnih bolezni. Na njegovo smrt so se odzvali z izrazi sožalja vodilni politični predstavniki. Med njimi so bili predsednik Rusije Vladimir Putin, predsenik Armenije Armen Sarkissian, armenski premier Nikol Pašinjan in moskovski župan Sergej Sobjanin.

## Priznanja
Džigarhanjan je bil eden najbolj priljubljenih in priznanih ruskih igralcev svoje generacije, tako v filmu kot v gledališču. Novaja Gazeta, eden največjih ruskih tednikov, je Džigarkanjana opisal kot »posebno znamko« v ruskem gledališču in filmu, njegov glas pa kot »edinstvena živa ikona«. Po besedah Petra Rollberga, profesorja slovanskih jezikov in filmskih študij na Elliott School of International Affairs, so Džigarhanjanove like običajno odlikovali stoicizem, ironija in tiha notranja moč, ki izžareva robat šarm, ki je z leti samo rasel.
S smrtjo Frunza Mkrtčjana (1993), Korena Abramjana (2004) in Sosa Sarkisjan (2013) je Džigarhanjan ostal zadnji večji armenski igralec sovjetskega obdobja.
V čestitki za rojstni dan leta 2005 je drugi predsednik Armenije Robert Kočarjan izjavil, da je Džigarhanjanova »velika priljubljenost« rezultat »[njegovega] talenta in predanega dela«. Kočarjan je še dodal, da je »[njegova] umetnost postala svojevrsten standard medsebojnega obogatitve armenske in ruske kulture.« Leta 2010 je armenski predsednik Serž Sargsjan opisal umetnika kot »eno od vidnih osebnosti sodobne kinematografije«, ki premore »brezmejen talent in šarm«. Sargsjan je dejal, da je »armenski narod ponosen nate.« Istega leta je ruski predsednik Dmitrij Medvedjev Džigarkanjana odlikoval z redom za zasluge za domovino in izjavil:
Desetletja ste občinstvu darovali svoj talent in hvaležno občinstvo vam odgovarja z iskreno ljubeznijo. Odigrali ste vrsto nepozabnih vlog, od katerih je vsaka primer mojstrstva poklica. Danes vam, neizčrpna ustvarjalna energija, sposobnost združevanja talentiranih ljudi pomaga pri vašem delu v enem najbolj priljubljenih moskovskih gledališč pri izobraževanju mlajše generacije domačih igralcev.
Leta 2012 je župan Moskve Sergej Sobjanin čestital Džigarkanjanu za rojstni dan in ga opisal kot »izjemnega igralca in nadarjenega režiserja«, ki je »v dolgih letih služenja na odru in platnu veliko prispeval k razvoju ruske kulture«.

## Rekord
Številni viri navajajo, da je Armen Džigarkhanjan uvrščen v Guinnessovo knjigo rekordov kot ruski igralec z največ filmskimi nastopi (od leta 2013), s tem da naj bi igral v več kot 250 filmih (300 po poročanju RIA Novosti). Vendar uradna spletna stran Guinnessove knjige rekordov ne potrjuje takšnih podatkov specifično razvrščenih po državah. Glede na izjemno število filmov, v katerih je nastopil, je ugledni sovjetsko armenski skladatelj Aram Hačaturjan nekoč slikovito izjavil: "[Kadar koli] prižgeš likalnik, je Džigarkhanjan tam!" Igralec Valentin Gaft je ob tem napisal epigram, ki na humorističen način komentira njegovo obsežno filmografijo: »Manj je Armencev na svetu, kot je filmov, kjer je nastopal Džigarkhanjan« (Гораздо меньше на земле армян, / Чем фильмов, где сыграл Джигарханян.)

## Nagrade
Sovjetska zveza
- Narodni umetnik ZSSR (1985)[46][47]

Rusija
- Narodni umetnik Ruske SSR (1973)[47]
- Red za zasluge za domovino, III. razred (1995)[48]
- Red Za zasluge za domovino, IV stopnje (2005)[49]
- Red Aleksandra Nevskega (2006)[50]
- Kristalna Turandot (Хрустальная Турандот), najvišja gledališka nagrada Moskve (2010)[51]
- Red za zasluge za domovino, II stopnje (2010)[52]

Armenija
- Narodni umetnik Armenske SSR (1977)[5][47]
- Medalja Mesropa Maštotsa (1996)[53]
- Častni meščan Erevana (2001)[54]
- Red časti Armenije (2010)[55]

## Izbrana filmografija
| Leto | Film | Vloga                      | Opomba |
| ---- | --- | -------------------------- | ------ |
| 1966 | Zdravo, to sem jaz! (Здравствуй, это я!)                                                                                             | Artyom Manvelyan           |        |
| 1967 | Triangle (Треугольник) | Usta Mukuch                |        |
| 1968 | Nove dogodivščine neulovljivih maščevalcev (Новые приключения Неуловимых)                                                            | Captain Ovechkin           |        |
| 1971 | Krona Ruskega cesarstva ali Še enkrat neulovljivi maščevalci (Корона Российской Империи, или Снова Неуловимые)                       | Captain Ovechkin           |        |
| 1972 | Galeb (Чайка) | Ilya Afanasievich Shamraev |        |
| 1973 | Moški (Мужчины) | Ghazaryan                  |        |
| 1975 | Zdravo, jaz sem vaša teta! (Здравствуйте, я ваша тётя!)                                                                              | Judge Criggs               |        |
| 1976 | Ko pride september (Когда наступает сентябрь)                                                                                        | Levon Pogosyan             |        |
| 1978 | Pes na seniku (Собака на сене) | Tristan                    |        |
| 1979 | Kraja srečanja ni mogoče spremeniti (Место встречи изменить нельзя)                                                                  | Hunchback                  |        |
| 1980 | Raferti (Рафферти) | Tommy Farichetti           |        |
| 1981 | Teheran 43 (Тегеран 43) | Max Richars                |        |
| 1982 | Gikor (Гикор) | Bazaz Artem                |        |
| 1986 | Delfinov jok | steward                    |        |
| 1988 | 13. apostol | David                      |        |
| 1989 | Dve puščici, detektiv kamene dobe (Две стрелы. Детектив каменного века)                                                              | Head of the tribe          |        |
| 1990 | Pasport (Паспорт) | Semyon Klein               |        |
| 1992 | Vreme je dobro na Deribasovski, zopet dežuje na obali Brajton (На Дерибасовской хорошая погода, или На Брайтон-Бич опять идут дожди) | Katz                       |        |
| 1992 | Beli kralj, rdeča kraljica (Белый король, красная королева)                                                                          | Makeev                     |        |
| 1993 | Sanje (Сны) | Doctor                     |        |
| 1995 | Širli-Mirli (Ширли-мырли) | Kozyulski                  |        |
| 2008 | Najboljši film (Самый лучший фильм)                                                                                                  | God's secretary            |        |
| 2008 | Božji nasmeh ali Zgodba o Odesi (Улыбка Бога, или Чисто одесская история)                                                            | Filipp Olshansky           |        |
| 2009 | O, srečko! (О, счастливчик!) | Grandfather Ramiz          |        |
| 2009 | Hamlet. XXI stoletje (Гамлет. XXI век)                                                                                               | Gravedigger                |        |

Glas
- Nekoč je bil pes (Жил-был пёс, 1982) — Volk
- Formula ljubezni (Формула любви, 1984) — grof Kagliostro
- Otok zakladov (Остров сокровищ, 1988) — John Silver
- Avtomobili (Тачки, 2006) — Doc Hudson (Russian dub)
- Zgoraj (Вверх, 2009) — Carl Fredricksen (Russian dub)
- Alica ve kaj dela! (Алиса знает, что делать!, 2013–2016)[56]